# Chorthippus shantungensis
Chorthippus shantungensis är en insektsart som beskrevs av Chang, K.S.F. 1939. Chorthippus shantungensis ingår i släktet Chorthippus och familjen gräshoppor. Inga underarter finns listade i Catalogue of Life.